# ويلسون دوس سانتوس
ويلسون دوس سانتوس هو منافس ألعاب قوى برازيلي، ولد في 9 ديسمبر 1954.

## وصلات خارجية
- ويلسون دوس سانتوس على موقع أوليمبيديا (الإنجليزية)